# チャーリー・ムソンダ
チャールズ・”チャーリー”・ムソンダ（Charles "Charly" Musonda,1996年10月15日 - ）は、ベルギー・ブリュッセル市出身の元サッカー選手。現役時代のポジションは、フォワード。

## 経歴

### クラブ
RSCアンデルレヒトのユースチームでプレーをはじめ、15歳になる頃にはFCバルセロナ、レアル・マドリードCF、マンチェスター・ユナイテッドFC、マンチェスター・シティFC、チェルシーFCなどメガクラブからの関心が伝えられるようになった。
2012年6月、二人の兄とともにチェルシーFCに移籍。2013年10月、プロ契約を締結。
2016年1月、ラ・リーガのレアル・ベティスにシーズン終了までの契約でレンタル移籍。
2017年の1月にチェルシーに復帰。9月22日、リーグカップ3回戦のノッティンガム・フォレスト戦では初ゴールを決めた。12月8日、クラブとの契約を2022年まで延長した。
2018年1月29日、セルティックFCに18ヶ月のレンタル移籍で加入。
2022年6月10日、チェルシーとの契約が満了し退団したことが発表された。
2022年8月16日、レバンテUDに完全移籍。
2023年9月30日、アノルトシス・ファマグスタに3年契約で移籍した。

### 代表
各年代でベルギー代表に選出されている。

## 人物
同名の父親はサッカーザンビア代表選手だった。

## タイトル

### クラブ
セルティックFC
- スコティッシュ・プレミアシップ 2017-18